# Iván Garrido
Iván Garrido (Bucaramanga, Colombia, 2 de junio de 1981) es un exfutbolista colombiano. Jugaba como defensa central y su último equipo fue el Alianza de El Salvador.

## Clubes

### Como jugador
| Club                 | País                | Año                 | Partidos | Goles |
| -------------------- | ------------------- | ------------------- | -------- | ----- |
| Atlético Bucaramanga | Colombia            | 2006                | 43       | 3     |
| Santa Fe             | Colombia            | 2006 - 2007         | 13       | 1     |
| Atlético Bucaramanga | Colombia            | 2007 - 2009         | 46       | 1     |
| Bnei Yehuda Tel Aviv | Israel              | 2009 - 2011         | 53       | 0     |
| Hapoel Be'er Sheva   | Israel              | 2011 - 2012         | 22       | 0     |
| Atlético Huila       | Colombia            | 2012 - 2014         | 56       | 0     |
| Uniautónoma          | Colombia            | 2015                | 15       | 0     |
| Alianza              | El Salvador         | 2015 - 2016         | 48       | 0     |
| Total en su Carrera  | Total en su Carrera | Total en su Carrera | 296      | 5     |

### Como asistente técnico
| Club           | País     | Año           |
| -------------- | -------- | ------------- |
| Real Santander | Colombia | 2020-presente |

## Palmarés

### Campeonatos nacionales
| Título          | Club    | País        | Año  |
| --------------- | ------- | ----------- | ---- |
| Torneo Apertura | Alianza | El Salvador | 2015 |